# Lerwick
Lerwick (în scoțiană Liùrabhaig) este cel mai nordic oraș din Scoția, unica localitate cu statut de oraș și centrul administrativ din Insulele Shetland. Situat pe malul de est a insulei Mainland, la o distanțǎ de 160 km de coasta nordicǎ a Scoției, 340 km de la Aberdeen, 370 km de la Bergen și 370 km de la Tórshavn.
Numele orașului deriva din fuziunea de cuvinte norvegiene, Leir și Vik, în traducere - Golful nebun.
În secolul al XVII-lea Lerwick a fost un sat de pescari, a cărui locuitori au fost angajați în producția de hering, cod și alți pești. Pescuitul rămâne una dintre cele mai importante ocupații a oamenilor din Shetland, dar și o sursă majoră de fonduri în buget. Din portul de Lerwick se efectueazǎ servicii de feribot spre Aberdeen, Kirkwall (Insulele Orkney) și alte insule din apropierea arhipelagului, și, de asemenea, a servit navelor de pescuit și navele care deservesc producția de petrol în Marea Nordului. La 7,4 kilometri nord-vest de oraș este situat un mic aeroport Tingwall.